# Jonckheere Communo
De Jonckheere Communo is een stads- en streekbus die werd geproduceerd door Jonckheere. Het is de eerste bus die gebouwd werd in de samenwerking tussen Jonckheere en Berkhof. De bus is in verschillende lengtes en met twee of drie deuren verkrijgbaar, afhankelijk van de uitvoering en onderbouw. Deze bussen werden op Volvo en enkele op Scania modules geleverd en daardoor dragen sommige bussen ook nog het Volvo- of Scania-logo in plaats van alleen maar het Jonckheere-logo.

## Opmerkelijke uitvoeringen
De meeste bussen werden gebouwd op de Volvo B10B-module, echter werden er ook enkele bussen op andere modules gebouwd. Zo zijn er vier bussen op een Volvo B10M-module gebouwd, twee bussen op een Scania L113-module gebouwd en één bus op een Volvo B10L-module. De laatste bus had naast een lagevloer ook als enige drie deuren. De overige bussen hadden allen twee deuren. Bij de bussen die op een Volvo B10M-module werden gebouwd bevond de tweede deur, in tegenstelling tot de andere bussen van dit bustype, helemaal achterin in plaats van in het midden.

## Inzet
De Communo wordt of werd bij veel vervoerbedrijven ingezet. Zo werden er enkele bussen ingezet in onder andere België, Nederland en Zwitserland.
In België werden de meeste bussen ingezet bij De Lijn en in totaal zestien bussen bij verschillende exploitanten.
| Land   | Bedrijf                 | Aantal | Series         | Module       | Jaar      | Inzet                 | Opmerking           |
| ------ | ----------------------- | ------ | -------------- | ------------ | --------- | --------------------- | ------------------- |
| België | Autobus Dujardin        | 2      | 453112-453113  | Volvo B10M   | 1997      | Henegouwen            |                     |
| België | Autobus Naway           | 1      | 460114         | Volvo B10L   | 1997      | Henegouwen            | Enige driedeursbus  |
| België | De Lijn                 | 83     | 3263 - 3345    | Volvo B10BLE | 1996-1997 | Verschillende regio's | allemaal uit dienst |
| België | Deceuninck Auto's       | 1      | 550234         | Volvo B10B   | 1997      | West-Vlaanderen       | ex-355134           |
| België | Gruson Autobus          | 2      | 550135-550136, | Volvo B10B   | 1996      | West-Vlaanderen       | ex-357135 - 357136  |
| België | V.R.B.O. (Sylvae Tours) | 1      | 221101         | Volvo B10B   | 1997      | Oost-Vlaanderen       |                     |
| België | V.R.B.O. (Sylvae Tours) | 1      | 221112         | Volvo B10B   | 1997      | Oost-Vlaanderen       |                     |

## Contact
De Hongaarse busbouwer Raba bouwde onder licentie ook enkele modellen. In Hongarije is het model beter bekend als Contact.